# 凱文·卡特
凱文·卡特（英語：Kevin Carter，1960年9月13日—1994年7月27日），為南非自由摄影师，也是梆梆俱乐部（Bang Bang Club）的成员。其作品《饥饿的苏丹》获得1994年普立兹新闻特写摄影奖。

## 早年生涯
卡特的父母是英国移民，他出生在南非城市约翰内斯堡附近的郊区，这个地方实行严格的种族隔离制度。儿时起卡特就对种族隔离制度产生了怀疑，他少年时的梦想是成为一名赛车手。16岁从一家天主教学校毕业之后，卡特开始学习药学，但一年之后就因为成绩糟糕而离开了学校。作为应征对象，他进入了南非防衛軍（South African Defence Force），在那里，他发现了非常严重的种族歧视。因为支持黑人，卡特受到了其他白人士兵的攻击。1980年他离开军队来到德班，隐姓埋名做了一名DJ。在此期间他曾将安眠药、止痛药和老鼠药一同服下试图自杀，但却没有成功。然后他又回到军队完成他的兵役，1983年他被非洲人国民大会民兵組織民族之矛的炸弹击伤。退役后，他供职于一家照相器材商店并因此开始对新闻行业产生了兴趣，同年他获得了为星期日快报（Sunday Express newspaper）做体育摄影记者的机会。第二年他加入约翰内斯堡星报（Johannesburg Star），同时结识了一批同样致力于揭露种族隔离制度罪恶本质的摄影师。之后他又先后供职于星期日论坛报（Sunday Tribune）、每周邮报（Weekly Mail）以及路透社的国际新闻机构。1980年代中期，他因为报道了一位以胎刑而处死的罪犯受到了关注，这种酷刑将充满易燃物的轮胎套在犯人身上，再将轮胎点燃活活烧死犯人。

## 饥饿的苏丹

《饥饿的苏丹》

1993年，卡特同另一名记者西尔瓦（Joao Silva）一同来到苏丹，前往苏丹北部的伊阿德村采访当地的饥荒和战乱。联合国的工作人员正在当地分发食物，于是两名摄影师得以拍摄前来领取救济的百姓。但卡特不久之后就被遍地的饥饿所震撼，于是来到附近的灌木丛中想放松一下。然而他却听到不远处传来哭泣声，循声而去他发现了这个前往救济中心的小女孩和跟在后面的秃鹰。卡特本想拍摄秃鹰展翅飞起的场面，等了一阵后只拍下了秃鹰站立的画面，随后卡特赶走了秃鹰。1993年3月26日，纽约时报刊登了这张照片，引起各界强烈反响。很多人询问小女孩的下落并批评卡特没有立即伸出援手。1994年4月，这幅作品获得了当年的普立茲獎。

## 自杀
4月18日，其好友肯·奧斯特布魯克在一次报道中意外死于枪击。实际上获奖之后卡特的生活仍然很拮据，好不容易接下前往莫桑比克的任务却接连发生意外。在经历多重打击之后，卡特在7月27日这一天选择了自杀。当晚7時，他駕車来到布萊姆方特恩斯普洛特河邊，把一截花園用軟管固定在排氣管上，又從車窗送進車內，然後他啟了汽车，打開隨身聽，用汽车发动机的尾气结束了自己的生命。約翰内斯堡警方稍後發現凱文·卡特的屍體，證實他用一氧化碳自殺身亡，得年33歲。
卡特自殺前留下的紙條寫道：

「真难过……没有电话……用来租房的钱……用来抚养子女的钱……用来还债的钱……钱！！！……我心里萦绕着那些对死亡、尸体、愤怒和痛苦的记忆……那些饿死或是受伤的儿童，濫殺無辜的瘋子，通常是警察，屠夫……如果我有那么幸运的话，我将随肯而去。。」

原文:

"I am depressed ... without phone ... money for rent ... money for child support ... money for debts ... money!!! ... I am haunted by the vivid memories of killings and corpses and anger and pain ... of starving or wounded children, of trigger-happy madmen, often police, of killer executioners ... I have gone to join Ken if I am that lucky."

## 外部連結
- Pulitzer Prize-winning photo of the girl in Sudan （页面存档备份，存于）